# 石橋為之助

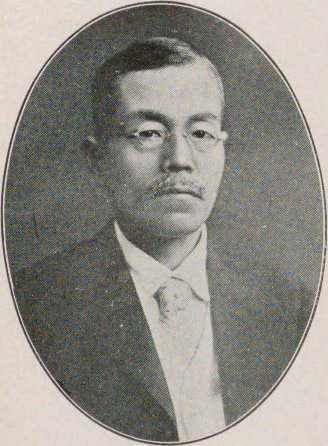
石橋為之助

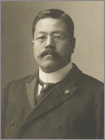
石橋為之助

石橋 為之助（いしばし ためのすけ、1871年7月19日（明治4年6月2日） - 1927年（昭和2年）4月28日）は、日本の政治家、実業家、新聞記者。第6代神戸市長（在任：1922年（大正11年）12月22日 - 1925年（大正14年）6月3日）。族籍は大阪府平民。

## 生涯
1871年7月19日（明治4年6月2日）、大阪府に生まれる。石橋有三郎の二男。15歳の時に小学校教員検定試験に合格し、20歳まで教員として働きながら英語を勉強し、同志社大学に入学。明治法律学校卒業後に米国に遊学。
朝日新聞社（大阪朝日新聞）に入社すると在職中に衆議院選挙に立候補・当選し、10年間国会議員も務めた。国会議員と新聞記者の両方の職を辞した後は山陽製鉄社長、広島瓦斯電軌（現在の広島ガス・広島電鉄）取締役、帝国石油取締役、鈴木商店顧問などを歴任した。
1922年（大正11年）5月27日に増税案を巡る市会との対立から第5代神戸市長の桜井鉄太郎が辞職すると、市長選考委員会に全権を委任された委員長勝田銀次郎（後の第8代神戸市長）から就任を打診され、了承。同年12月22日、第6代市長に就任した。石橋は勝田にとって50歳代、外国語に堪能、神戸の事情や都市行政に通じているといった神戸市長に必要な条件を満たす人物で、日米船鉄交換契約の締結交渉に活躍した実績もあったが、他の市議たちにとっては想定外の人選であった。
前任者の桜井を苦しめた第一次世界大戦後の不況は収束しておらず、石橋は市会の要請を受け入れる形で2回にわたり131人を解雇する人員整理を断行し、緊縮財政を敷いた。1925年（大正14年）6月3日に在任2年6か月で辞職。1923年（大正12年）9月1日に関東大震災が発生した際に計上した10万円の慰問金のうち2万4千円を救援事務担当職員の慰労金にあてたことや、須磨区での水道敷設工事に関する特別賞与として約2万円が石橋自身を含む市職員に支給された問題を巡って市会から追及を受け健康を害したことが原因とされる。1927年（昭和2年）4月28日死去。

## 家族
石橋家
- 妻・ミネヨ（1882年 - ?）[4]
- 三男[4]
- 四男[4]
- 五男・豊（1912年 - ?、宇都宮大学名誉教授）[15]
  - 同妻[15]
  - 同長男[15]
  - 同二男[15]
  - 同長女[15]